# Maria Valtorta
Maria Valtorta (ur. 14 marca 1897 w Casercie, zm. 12 października 1961 w Viareggio) – włoska pisarka, przez wielu uważana za mistyczkę i wizjonerkę. Jej najsłynniejszym dziełem jest Poemat Boga-Człowieka.

## Życie i twórczość
Maria Valtorta była jedynym dzieckiem pochodzących z Lombardii Giuseppe Valtorty, podoficera szefa uzbrojenia służącego w 19 Pułku Kawalerii, oraz Izydy Fioravanzi, nauczycielki języka francuskiego, agnostyczki. Jako osiemnastomiesięczne dziecko przeniosła się z rodzicami do Faenzy w Romanii. W 1901 rodzina przeprowadziła się do Mediolanu. Jako czterolatkę oddano ją do przedszkola urszulanek. W 1904 jako siedmiolatka zaczęła naukę w szkole sióstr marcelinek. W szkole podstawowej wyróżniała się jako najlepsza uczennica w klasie. Szczególnie lubiła pisać. Pomagała innym w lekcjach, pisała za nich wypracowania. Z racji pracy ojca rodzina często musiała zmieniać miejsce zamieszkania. W 1907 przenieśli się do Voghery. Tam uczęszczała do szkoły publicznej, a w czwartki na naukę języka francuskiego. W 1905 przyjęła bierzmowanie, w 1908 pierwszą komunię.
Miała trudne życie, naznaczone przez nieustanne konflikty z surową i despotyczną matką kontrastującą z łagodnym ojcem, a potem przez napad, w wyniku którego została ciężko ranna. W wieku 12 lat wyprowadziła się z domu i zaczęła naukę na pensji Collegio Bianconi w Monzie, którą prowadziły Siostry Miłosierdzia. Powtarzała rok z powodu niepowodzeń na egzaminie z przedmiotów technicznych, do których zgłębiania zachęcała ją matka. Potem skupiła się na programie klasycznym, z którym dobrze sobie radziła. W 1913 na polecenie matki, ponieważ ojciec przeszedł na emeryturę, Maria odeszła z pensji i przeprowadziła się do Florencji. Matka Marii zabroniła jej spotykać się z Robertem, chłopakiem z Bari, którego dziewczyna pokochała. Podobnie stało się 9 lat później, kiedy Maria była narzeczoną oficera Marka Ottavi.
Począwszy od 1917 przez półtora roku pracowała jako sanitariuszka w szpitalu wojskowym we Florencji, opiekując się prostymi żołnierzami. Współpracowała tam z szarytkami.
Dnia 17 marca 1920 roku, kiedy spacerowała ulicą Florencji w towarzystwie matki, młodociany przestępca (anarchista) uderzył ją w plecy metalowym prętem. Przez 3 miesiące leżała w łóżku. Miała gorączkę i zawroty głowy, cierpiała na bóle, wymioty, zaburzenia pracy serca i niedoczynność nerek. Potem wyjechała z rodzicami do kuzynostwa Belfanti, właścicieli hoteli w Reggio di Calabria. Jesienią 1924 Valtortowie przeprowadzili się do Viareggio, gdzie kupili domek. Maria zaangażowała się w życie religijne: została delegatką ds. kształcenia kobiet w Akcji Katolickiej (dołączyła do niej w 1929), wygłaszała konferencje, złożyła śluby dziewictwa, ubóstwa i posłuszeństwa. Była tercjarką Zakonu Sług Najświętszej Maryi Panny i Zakonu Franciszkańskiego.
Od lat trzydziestych stan jej zdrowia pogorszył się tak znacznie, że była przykuta do łóżka. Od 1 kwietnia 1934 nie podnosiła się z niego. Od 24 maja 1935 w domu Marii zamieszkała Marta Diciotti, która przez wiele lat była jej towarzyszką: guwernantką i pielęgniarką. Po śmierci ojca (30 czerwca 1935) Maria doświadczała despotyzmu matki, która zmarła 4 października 1943.
Maria Valtorta oddała się modlitwie i twórczości pisarskiej. Zaczęła twierdzić, że w jej pokoju, kiedy nikt nie widzi, pojawiają się Jezus Chrystus oraz Jego Matka, i dyktują jej szczegóły ze swego życia. Opisała to w 1942 w autobiografii, dodając, że czasem pisała coś, czego nawet nie rozumiała. Do spisywania doświadczeń zachęcił ją o. Romualdo M. Migliorni od Sług Maryi, który od 1942 przez 4 lata był jej spowiednikiem.
Jej największe dzieło, Poemat Boga-Człowieka, to powstały w latach 1943–1947 monumentalny zbiór opowieści o życiu Jezusa. Pisała głównie w czasie II wojny światowej, w trudnych warunkach, np. podczas wysiedlenia z miasta i przeprowadzki do San Andrea di Compito w 1944. Pisała w szkolnych zeszytach, wpół siedząc na łóżku, bez przerw. Nie posługiwała się innymi pracami, jak tylko Biblią i katechizmem Piusa X. Opublikowała komentarze do fragmentów Pisma Świętego, wykłady doktryny Chrystusa, dzieje pierwszych chrześcijan, utwory o pobożności. Pozostawiła też bogatą korespondencję. Do 1953 zapisała ponad 15 tysięcy stron. Główne dziesięciotomowe dzieło przetłumaczono na wiele języków. Maria Valtorta, widząc, że nie doświadczy aprobaty władz Kościoła rzymskokatolickiego wobec swojej pracy, ofiarowała życie Bogu. Od roku 1956 zaczęła stopniowo zamykać się w sobie. Stała się bezczynna, mówiła nie na temat, mechanicznie powtarzała pozdrowienia i ostatnie słowa, jakie do niej skierowano albo przestawała mówić wcale. Jednak pytana o swoje dzieła, odpowiadała trzeźwo.
Zmarła w 1961 w swoim pokoju w Viareggio po wcześniejszym dwutygodniowym pobycie w klinice Sióstr Służebnic Matki Bożej Bolesnej, który nie wpłynął na poprawę jej stanu. Jej ciało spoczywa we Florencji, w głównym krużganku kościoła Zwiastowania, dokąd zostało przeniesione w 1973. Uroczystościom pogrzebowym przewodniczył o. Gabriel Roschini, włoski mariolog i profesor Uniwersytetu Papieskiego na Lateranie, zafascynowany twórczością Valtorty i wyrażający uznanie dla sposobu przedstawiana Matki Bożej w jej pismach.

## Opinie Kościoła
Władze kościelne początkowo zezwoliły na druk książek Valtorty, potem jednak uznały, że głoszone przez pisarkę i jej zwolenników tezy, że treść tej literatury została podyktowana z Nieba, może przynieść złe skutki. Na podstawie dekretu papieża Jana XXIII z 16 grudnia 1959 roku Świętego Oficjum wprowadziło dzieło na Indeks Ksiąg Zakazanych.
W 1966 usunięcie przez Pawła VI artykułów 1399 i 2318 z Kodeksu Prawa Kanonicznego zniosło wymóg starania się o kościelną zgodę dla publikowania pism tego rodzaju. Poemat Boga-Człowieka został wydrukowany w całości i zdobył dużą popularność.
Przez lata toczy się dyskusja na temat stanowiska Kościoła wobec pism Marii Valtorty. Zwolennicy posługują się informacją z „L'Osservatore Romano” z roku 1948, które doniosło o audiencji specjalnej udzielonej ojcom Andrea M. Cecchin, Corrado Berti i Romualdo M. Migliorini, teologom z Zakonu Serwitów Najświętszej Maryi Panny, opiekunom Marii Valtorty, którzy 26 lutego 1948 usłyszeli z ust Piusa XII zdanie: „Opublikujcie to dzieło takie jakie jest. Nie ma potrzeby wydawać opinii o jego pochodzeniu. Kto przeczyta, ten zrozumie”. Kardynał Edouard Gagnon 31 października 1987 wydał oświadczenie: „Sąd wydany przez Ojca Świętego w roku 1948 stanowił oficjalne imprimatur nadane w obecności świadków”. Chiński Kościół katolicki na watykańskiej stronie zachęca do posługiwania się Poematem Boga-Człowieka w ewangelizacji, a jego znajomość zawdzięcza bł. Gabrielowi Marii Allegra OFM.
Osoby nieprzychylne dziełu przytaczają fragmenty listów kard. Josepha Ratzingera, w których wyraził brak przekonania co do nadprzyrodzonego pochodzenia pism Marii Valtorty. Listy te jednak nie stanowią oficjalnych dokumentów Kościoła.
W roku 2011 w 50 rocznicę śmierci Marii Valtorty mszę w jej intencji odprawił w Kościele Zwiastowania we Florencji Nunucjusz Apostolski Pier Giacomo de Nicolo. W kazaniu stwierdził, że pisma Valtorty nie zawierają błędów doktrynalnych.
W dniach 22–23 października 2016 w Pizie odbyła się pierwsza konferencja naukowa poświęcona pismom Marii Valtorty. Od tej pory organizowana jest co roku.
Lista teologów wypowiadających się przychylnie o pismach Marii Valtorty jest długa, choć wielu nadal uważa Poemat Boga-Człowieka za kontrowersyjny, nie uznając jego nadprzyrodzonego pochodzenia, którego Kościół oficjalnie nie zatwierdził. 
W diecezji czynione są starania o beatyfikację Marii Valtorty

## Dorobek literacki
- Autobiografia, 1997, ISBN 88-7987-034-3
- Quaderni
- Libro di Azaria, 1988, ISBN 88-7987-046-7
- Preghiere, 1993, ISBN 88-7987-012-2
- L' Evangelo come mi è stato rivelato, 2001, ISBN 88-7987-100-5
- Fior di parabole, 2000, ISBN 88-7987-087-4
- La Maddalena, 2004, ISBN 88-7987-126-9